# Edith Noeding

Edith Renate Anita Noeding Koltermann (Lima, Peru, 3 de noviembre de 1954) es una atleta peruana, varias veces campeona sudamericana y panamericana de atletismo.

## Biografía
Hizo sus estudios en el Colegio Peruano Alemán Alexander von Humboldt de Lima, haciendo ballet clásico y egresando en 1972. Es Licenciada en Educación Física, con título Pedagogía de Educación Física de la Universidad Tecnológica de Múnich de Alemania. Está casada con el empresario Lars Stimman con quien tiene tres hijos: Alexander Stimman, Matías Stimman y Sebastián Stimman. Este último se desempeña como actor de cine, televisión y teatro.
Noeding, conocida como la Gacela de Oro, es profesora y coopera con el deporte nacional desde el año 1983 y en la organización de intercambio CAPA «Centro de Amistad Peruano Alemán». Desde el año 2003 es Subgerente de Deporte y Recreación de la Municipalidad de Lima.
En 1999, luego de su carrera deportiva se dedicó, junto con el futbolista Percy Rojas, a implementar planes piloto de Educación Física capacitando a profesores de educación primaria de colegios públicos de Perú. Estos profesores egresan con título expedido por el Ministerio de Educación.

## Trayectoria
Su carrera en el atletismo se inicia desde niña, participando a los 13 años en un Campeonato Nacional y luego en el Campeonato Sudamericano de Mayores en Quito (Ecuador) en 1969, en las pruebas de 100 metros planos y con vallas.
Fue campeona Bolivariana y Sudamericana y de los Juegos Panamericanos de México de 1975.
Por este último campeonato se le otorgó los Laureles deportivos en 1976, en el grado de Gran Caballero. Anteriormente ya había recibido también los Laureles en el grado de Gran Caballero. Anteriormente ya había recibido también los Laureles en el grado de Comendador en 1974, luego de obtener la medalla de oro en la prueba de 110 con vallas en los Juegos Panamericanos de México, por los tres títulos que alcanzó en los Sudamericanos de Colombia (Cali – 1970), Paraguay (Asunción - 1972), y Chile (Santiago – 1974).

Participó en los Juegos Olímpicos de Múnich (1972) y Montreal (1976).
Se retiró de las competencias deportivas en 1978 debido a una lesión a la columna.

## Palmarés
Entre los galardones de Edith Noeding se pueden citar los siguientes: 
Cuatro veces campeona sudamericana:
En los torneos juveniles
- Colombia (1970 - en los 100 metros con vallas)
- Paraguay (1972 - en vallas, largo, pentatlón, posta)

Sudamericanos para mayores 
- Chile (1974 - vallas, pentatlón)
- Uruguay (1977 - 100 metros con vallas).

Asimismo fue récord sudamericano en vallas y pentatlón en 1974, en el Sudamericano de Santiago de Chile.
Tiene en su haber dos campeonatos en los Juegos Bolivarianos de Panamá (1973 - 100 metros con vallas, pentatlón, largo, posta), y Bolivia (1977 - 100 metros con vallas).
Fue elegida Deportista del Año en el Perú de modo consecutivo en 1973, 1974, 1975 y 1976. Recibió el Premio de la Prensa Latina como atleta distinguida.